# Маркино (Донецкая область)
Маркино (укр. Маркине) — село в Новоазовском районе Донецкой области Украины. Под контролем самопровозглашённой Донецкой Народной Республики.

## География
Село Маркино расположено в 3 км от российско-украинской границы, от которой его отделяет балка Широкая. К западу от села пролегает балка Каменоватая, а за ней — центр сельсовета и река Грузский Еланчик.

#### Соседние населённые пункты по странам света
ССВ: Витава
СЗ:  Хомутово, Седово-Василевка, Бессарабка
СВ: Щербак, Ковское, Самойлово
З: Розы Люксембург
В: —
ЮЗ: Козловка, Гусельщиково, город Новоазовск
ЮВ: Максимов (Российская Федерация)
ЮЮВ: Холодное

## Население
- 1924 — 178 чел.
- 2001 — 473 чел. (перепись)

В 2001 году родным языком назвали:
- русский язык — 291 чел. (61,52 %)
- украинский язык — 179 чел. (37,84 %)
- белорусский язык — 1 чел. (0,21 %)
- немецкий язык — 1 чел. (0,21 %)
- словацкий язык — 1 чел. (0,21 %)

## Местный совет
Село Маркино относится к Розовскому сельскому совету.
Адрес местного совета: 87622, Донецкая область, Новоазовский район, с. Розы Люксембург, ул. Первомайская, 31.

## История
27 августа 2014 года сепаратисты ДНР установили контроль над населённым пунктом.